# Kuala Keupeng
Kuala Keupeng is een bestuurslaag in het regentschap Subulussalam van de provincie Atjeh, Indonesië. Kuala Keupeng telt 302 inwoners (volkstelling 2010).